# 哈尔滨基督教新教
基督教新教在19世纪末传入哈尔滨地区，最初是苏格兰长老会的传教士进入阿城。1912年，丹麦信义会的传教士进入哈尔滨市区。此后陆续建造了一批教堂。

## 教堂
现存主要教堂有：
- 南岗教堂：南岗区东大直街，原来是德国侨民的大直街德国路德会教堂，建于1916年，市级一类保护建筑。
- 道里教堂：新阳路110号，原基督复临安息日会俄侨礼拜堂，建于1924年，市级三类保护建筑
- 道外教堂：道外北六道街，原浸信会教堂，建于1936年。

新建教堂：
- 哈利路亚教堂：香坊区油坊街，是黑龙江最大的教堂。